# リチャード・アディンセル
リチャード・アディンセル（Richard Addinsell、1904年1月13日 - 1977年11月14日）は、イギリスの映画音楽の作曲家。1941年の映画『危険な月光』（Dangerous Moonlight、別名『戦雲に散る曲』 Suicide Squadron）のために作曲した「ワルソー・コンチェルト」がわけても名高い。
ハートフォード・カレッジ (オックスフォード大学)に学んだ後、1925年に王立音楽大学に進み、さらにベルリン、ウィーン、米国に留学して音楽修業を積んだ。
管弦楽曲「南国狂詩曲」（Southern Rhapsody）のような作品も遺しているが、主に映画音楽の作曲家として活躍した。

## 主なフィルモグラフィ
- 『紳士渡世』 - The Amateur Gentleman （1936年)
- 『無敵艦隊』 - Fire Over England (1937年)
- 『間諜』 - Dark Journey (1937年)
- 『再び戦場へ』 - Farewell Again (1937年)
- 『チップス先生さようなら』 - Goodbye Mr. Chips (1939年)
- 『ガス燈』 - Gaslight (1940年)
- 『危険な月光』 - Dangerous Moonlight (1941年)
- 『陽気な幽霊』 - Blithe Spirit (1945年)
- 『山羊座のもとに』 - Under Capricorn (1949年)
- 『黒ばら』 - The Black Rose (1950年)
- 『クリスマス・キャロル』 - Scrooge (1951年)
- Tom Brown's Schooldays (1951年)
- 『騎士ブランメル』 - Beau Brummell (1954年)
- 『王子と踊子』 - The Prince and the Showgirl (1957年)
- 『二都物語』 - A Tale of Two Cities (1958年)
- 『ローマの哀愁』 - The Roman Spring of Mrs. Stone (1961年)
- 『ワルツ・オブ・ザ・トレアドールズ』 - The Waltz of the Toreadors (1962年)
- 『戦う翼』 - The War Lover (1962年)

このほかに、1958年から白黒テレビ時代のテレビ音楽も担当し、イギリスでは商業音楽の作曲家として親しまれてきた。